# Abgar og Jesus
Abgar og Jesus er et nytestamentligt apokryfisk skrift og er en brevveksling mellem kong Abgar V Ukama og Jesus. Skriftet beretter, hvordan kongen skriver til Jesus har at efter at have hørt om Jesus og kommet til tro på ham. Jesus svarer med ordene: Salig er du, der har troet på mig uden at have set mig, og Jesus lover at sende en af sine apostle (på græsk er det apostlen Thaddæus og på syrisk hedder han Addai) til. Den græske og den syriske oversættelse er ret forskellige, og teksten findes på en række orientalske sprog. 